# Хаджі-мюриди
Хаджі-мюриди (чеч. Хьажи-Вирд, Хьажи-му́рдаш) — суфійська релігійна течія, поширена в Чечні та Інгушетії, а також у західних районах Дагестану, в місцях компактного проживання андоцезьких народів, але головним чином серед чеченців та інгушів. Засновником учення є устаз (учитель) Кунта-Хаджі Кишиєв із чеченського села Іласхан-Юрт. У 1848 році завдяки його місіонерській діяльності переважна більшість інгушів прийняли іслам. Послідовники Кунта-Хаджі іменуються Хаджі-мюридами, їхньою характерною рисою є виконання кругового гучного зикра — вихваляння Аллаха та його пророків. Хаджі-мюриди становлять 80 % чисельності серед інгушів (до 400 тис. осіб) та 65 % серед чеченців (понад 1,1 млн осіб).